# Vahid Alaghband
Vahid Alaghband (persisch وحید علاقبند anhörenⓘ; * 20. März 1952 in Teheran) ist ein iranischer Unternehmer.
Sein Vater Hussein beherrschte 40 % des iranischen Baumwollmarktes, investierte dann in den Ölhandel und die Lebensmittelverarbeitung. Vahid Alaghbands Brüder sind Hassan und Nasser.
1969 wurde Alaghband auf ein Internat nahe Boston/USA geschickt. 1975 machte an der Cornell University seinen Abschluss in Verfahrenstechnik und kehrte in den Iran zurück.
1979 verlor seine Familie bei der iranischen Revolution fast ihr gesamtes Vermögen und floh nach London.
Im Jahr 1981 gründete Alaghband mit einem von Verwandten geliehenen Startkapital von 200.000 $ das Metallhandelsunternehmen Balli Group Plc. Im ersten Jahr erzielte er einen Umsatz von 6 Mio. $, im Jahr 2001 schon 4 Mrd. Euro. Sein Bruder Hassan kam, nachdem er in den USA als Rechtsanwalt und Wirtschaftsprüfer bei Gibson, Dunn & Crutcher LLP tätig war, 1990 zur Balli Group.
2001 übernahm Balli von E.ON die Klöckner & Co (Klöco). Im folgenden Jahr erstattete die WestLB Anzeige wegen Betrugs, worauf Alaghband fast das ganze Jahr 2003 in Untersuchungshaft war. Der Betrugsvorwurf wurde fallen gelassen.